# Aptocyclus ventricosus
Aptocyclus ventricosus is een  straalvinnige vissensoort uit de familie van snotolven (Cyclopteridae). De wetenschappelijke naam van de soort is voor het eerst geldig gepubliceerd in 1769 door Pallas.